# آل قاسم (البيضاء)
آل قاسم  هي إحدى قرى عزلة ال مظفرالاسفل بمديرية البيضاء التابعة 
الممثله بالشيخ احمد صالح حسين القاسمي .المظفري، بلغ تعداد سكانها 1240 نسمة حسب تعداد اليمن لعام 2004.